# Worldcon
La Worldcon o più formalmente World Science Fiction Convention è la più longeva fiera della fantascienza al mondo. Si è svolta regolarmente dal 1939 con la sola eccezione nel periodo della seconda guerra mondiale.
La fiera ha un carattere internazionale e si è svolta in diversi paesi oltre agli Stati Uniti, tra i quali il Giappone, la Scozia, il Canada e altri ancora.
Ogni Worldcon ha un certo numero di ospiti d'onore (spesso indicati come GoH, Guest Of Honor, appunto "ospiti d'onore") scelti tra i più noti autori del settore. Sono stati, ad esempio, GoH scrittori come Isaac Asimov, Arthur C. Clarke, Harlan Ellison e molti altri.

## Premi Hugo
Durante la manifestazione l'avvenimento più importante riguarda l'assegnazione dei premi Hugo alle migliori opere di fantascienza e fantasy.

## Lista dei Worldcon
| Edizione | Anno | Nome                            | Città           | Stato         | Ospite d'onore |
| -------- | ---- | ------------------------------- | --------------- | ------------- | --- |
| 1        | 1939 | Nycon I                         | New York        | USA           | Frank R. Paul |
| 2        | 1940 | Chicon I                        | Chicago         | USA           | E. E. Smith |
| 3        | 1941 | Denvention I                    | Denver          | USA           | Robert A. Heinlein |
| 4        | 1946 | Pacificon I                     | Los Angeles     | USA           | A. E. van Vogt E. Mayne Hull |
| 5        | 1947 | Philcon I                       | Filadelfia      | USA           | John W. Campbell |
| 6        | 1948 | Torcon I                        | Toronto         | Canada        | Robert Bloch (Pro) Bob Tucker (fan) |
| 7        | 1949 | Cinvention                      | Cincinnati      | USA           | Lloyd A. Eshbach (pro) Ted Carnell (fan) |
| 8        | 1950 | Norwescon                       | Portland        | USA           | Anthony Boucher |
| 9        | 1951 | Nolacon I                       | New Orleans     | USA           | Fritz Leiber |
| 10       | 1952 | TASFiC                          | Chicago         | USA           | Hugo Gernsback |
| 11       | 1953 | Philcon II                      | Filadelfia      | USA           | Willy Ley |
| 12       | 1954 | SFCon                           | San Francisco   | USA           | John W. Campbell |
| 13       | 1955 | Clevention                      | Cleveland       | USA           | Isaac Asimov (pro) Sam Moskowitz (mystery GoH) |
| 14       | 1956 | NyCon II                        | New York        | USA           | Arthur C. Clarke |
| 15       | 1957 | Loncon I                        | Londra          | UK            | John W. Campbell |
| 16       | 1958 | Solacon                         | South Gate      | USA           | Richard Matheson |
| 17       | 1959 | Detention                       | Detroit         | USA           | Poul Anderson (pro) John Berry (fan) |
| 18       | 1960 | Pittcon                         | Pittsburgh      | USA           | James Blish |
| 19       | 1961 | Seacon                          | Seattle         | USA           | Robert A. Heinlein |
| 20       | 1962 | Chicon III                      | Chicago         | USA           | Theodore Sturgeon |
| 21       | 1963 | Discon I                        | Washington      | USA           | Murray Leinster |
| 22       | 1964 | Pacificon II                    | Oakland         | USA           | Leigh Brackett (pro) Edmond Hamilton (pro) Forrest J. Ackerman (fan) |
| 23       | 1965 | Loncon II                       | Londra          | UK            | Brian Aldiss |
| 24       | 1966 | Tricon                          | Cleveland       | USA           | L. Sprague de Camp |
| 25       | 1967 | Nycon 3                         | New York        | USA           | Lester del Rey (pro) Bob Tucker (fan) |
| 26       | 1968 | Baycon                          | Berkeley        | USA           | Philip José Farmer (pro) Walter J. Daugherty (fan) |
| 27       | 1969 | St. Louiscon                    | St. Louis       | USA           | Jack Gaughan (pro) Eddie Jones (fan) |
| 28       | 1970 | Heicon '70                      | Heidelberg      | Germania      | E. C. Tubb (UK) Robert Silverberg (US) Herbert W. Franke (Germania) Elliot K. Shorter (fan) |
| 29       | 1971 | Noreascon I                     | Boston          | USA           | Clifford D. Simak (pro) Harry Warner, Jr. (fan) |
| 30       | 1972 | L.A.con I                       | Anaheim         | USA           | Frederik Pohl (pro) Buck & Juanita Coulson (fan) |
| 31       | 1973 | Torcon II                       | Toronto         | Canada        | Robert Bloch (Pro) William Rotsler (fan) |
| 32       | 1974 | Discon II                       | Washington      | USA           | Roger Zelazny (pro) Jay Kay Klein (fan) |
| 33       | 1975 | Aussiecon 1                     | Melbourne       | Australia     | Ursula K. Le Guin (pro) Susan Wood (fan) Mike Glicksohn (fan) Donald Tuck (Australia) |
| 34       | 1976 | MidAmeriCon                     | Kansas City     | USA           | Robert A. Heinlein |
| 35       | 1977 | SunCon                          | Miami Beach     | USA           | Jack Williamson (pro) Robert A. Madle (fan) |
| 36       | 1978 | IguanaCon II                    | Phoenix         | USA           | Harlan Ellison (pro) Bill Bowers (fan) |
| 37       | 1979 | Seacon '79                      | Brighton        | UK            | Brian Aldiss (UK) Fritz Leiber (US) Harry Bell (fan) |
| 38       | 1980 | Noreascon Two                   | Boston          | USA           | Damon Knight (pro) Kate Wilhelm (pro) Bruce Pelz (fan) |
| 39       | 1981 | Denvention Two                  | Denver          | USA           | Clifford D. Simak (pro) C. L. Moore (pro) Rusty Hevelin (fan) |
| 40       | 1982 | Chicon IV                       | Chicago         | USA           | A. Bertram Chandler (pro) Frank Kelly Freas (pro) Lee Hoffman (fan) |
| 41       | 1983 | ConStellation                   | Baltimora       | USA           | John Brunner (pro) David A. Kyle (fan) |
| 42       | 1984 | L.A.con II                      | Anaheim         | USA           | Gordon R. Dickson (pro) Dick Eney (fan) |
| 43       | 1985 | Aussiecon Two                   | Melbourne       | Australia     | Gene Wolfe (pro) Ted White (fan) |
| 44       | 1986 | ConFederation                   | Atlanta         | USA           | Ray Bradbury (pro) Terry Carr (fan) |
| 45       | 1987 | Conspiracy '87                  | Brighton        | UK            | Doris Lessing (UK) Alfred Bester (US) Arkadij e Boris Strugackij (USSR) Jim Burns (artist) Ray Harryhausen (film) Joyce e Ken Slater (fan) David Langford (special fan)                                                 |
| 46       | 1988 | Nolacon II                      | New Orleans     | USA           | Donald A. Wollheim (pro) Roger Sims (fan) |
| 47       | 1989 | Noreascon 3                     | Boston          | USA           | Andre Norton (pro) Betty e Ian Ballantine (pro) The Stranger Club (fan) |
| 48       | 1990 | ConFiction                      | L'Aia           | Paesi Bassi   | Harry Harrison (pro) Wolfgang Jeschke (pro) Joe Haldeman (pro) Andrew I. Porter (fan) |
| 49       | 1991 | Chicon V                        | Chicago         | USA           | Hal Clement (pro) Martin H. Greenberg (pro) Richard Powers (pro) Jon e Joni Stopa (fan) |
| 50       | 1992 | MagiCon                         | Orlando         | USA           | Jack Vance (pro) Vincent Di Fate (artist) Walter A. Willis (fan) |
| 51       | 1993 | ConFrancisco                    | San Francisco   | USA           | Larry Niven Alicia Austin Tom Digby Jan Howard Finder Mark Twain (Dead GoH) |
| 52       | 1994 | ConAdian                        | Winnipeg        | Canada        | Anne McCaffrey (pro) George Barr (artist) Robert Runte (fan) |
| 53       | 1995 | Intersection                    | Glasgow         | UK            | Samuel R. Delany (writer) Gerry Anderson (media) Les Edwards (artist) Vin¢ Clarke (fan) |
| 54       | 1996 | L.A.con III                     | Anaheim         | USA           | James White (writer) Roger Corman (media) Elsie Wollheim (special) Takumi e Sachiko Shibano (fan) |
| 55       | 1997 | LoneStarCon 2                   | San Antonio     | USA           | Algis Budrys (pro) Michael Moorcock (pro) Don Maitz (artist) Roy Tackett (fan) |
| 56       | 1998 | BucConeer                       | Baltimora       | USA           | C. J. Cherryh Milton A. Rothman Stanley Schmidt Michael Whelan J. Michael Straczynski (special) |
| 57       | 1999 | Aussiecon Three                 | Melbourne       | Australia     | Gregory Benford, autore George Turner, autore Bruce Gillespie, fan |
| 58       | 2000 | Chicon 2000                     | Chicago         | USA           | Ben Bova (autore) Bob Eggleton (artista) Jim Baen (editore) Bob & Anne Passovoy (fan) |
| 59       | 2001 | Millennium Philcon              | Filadelfia      | USA           | Greg Bear (autore) Stephen Youll (artista) Gardner Dozois (editore) George H. Scithers (fan) |
| 60       | 2002 | ConJosé                         | San José        | USA           | Vernor Vinge (autore) David Cherry (artista) Bjo & John Trimble (fan) Ferdinand Feghoot (imaginary) |
| 61       | 2003 | Torcon 3                        | Toronto         | Canada        | George R. R. Martin (autore) Frank Kelly Freas (artista) Mike Glyer (fan) Robert Bloch (GoHst of Honor) |
| 62       | 2004 | Noreascon 4                     | Boston          | USA           | Terry Pratchett (pro) William Tenn (pro) Jack Speer (fan) Peter Weston (fan) |
| 63       | 2005 | Interaction                     | Glasgow         | UK            | Greg Pickersgill Christopher Priest Robert Sheckley Lars-Olov Strandberg Jane Yolen |
| 64       | 2006 | L.A.con IV                      | Anaheim         | USA           | Connie Willis (autore) James Gurney (artista) Howard DeVore (fan) Frankie Thomas (Special) |
| 65       | 2007 | Nippon 2007                     | Yokohama        | Giappone      | Sakyō Komatsu (autore) David Brin (autore) Takumi Shibano (fan) Yoshitaka Amano (artista) Michael Whelan (artista) |
| 66       | 2008 | Denvention 3                    | Denver          | USA           | Lois McMaster Bujold (pro) Tom Whitmore (fan) Rick Sternbach (artista) |
| 67       | 2009 | Anticipation                    | Montréal        | Canada        | Neil Gaiman (pro) Elisabeth Vonarburg (ospite d'onore) Taral Wayne (fan) David Hartwell (editore) Tom Doherty (editore) Ralph Bakshi (artista)                                                                          |
| 68       | 2010 | Aussiecon Four                  | Melbourne       | Australia     | Kim Stanley Robinson (autore) Robin Johnson (fan) Shaun Tan (artista) |
| 69       | 2011 | Renovation                      | Reno            | USA           | Tim Powers Ellen Asher Boris Vallejo Charles N. Brown (in memoria) |
| 70       | 2012 | Chicon 7                        | Chicago         | USA           | Mike Resnick (author) Rowena Morrill (artista) Story Musgrave (astronauta) Peggy Rae Sapienza (fan) Jane Frank (agente letterario) Sy Liebergot (Addetto al controllo missione NASA) John Scalzi (maestro di cerimonia) |
| 71       | 2013 | LoneStarCon 3                   | San Antonio     | USA           | Ellen Datlow James Gunn Willie Siros Norman Spinrad Darrell K. Sweet Paul Cornell (maestro di cerimonia) Leslie Fish Joe R. Lansdale                                                                                    |
| 72       | 2014 | Loncon 3                        | Londra          | UK            | Iain M. Banks (in memoriam) John Clute Chris Foss Malcolm Edwards Jeanne Gomoll Robin Hobb Bryan Talbot |
| 73       | 2015 | Sasquan                         | Spokane         | USA           | Brad Foster David Gerrold Vonda McIntyre Tom Smith Leslie Turek |
| 74       | 2016 | MidAmeriCon II                  | Kansas City     | USA           | Kinuko Y. Craft Patrick Nielsen Hayden Teresa Nielsen Hayden Tamora Pierce Michael Swanwick |
| 75       | 2017 | Worldcon 75                     | Helsinki        | Finlandia     | John-Henri Holmberg Nalo Hopkinson Johanna Sinisalo Claire Wendling Walter Jon Williams |
| 76       | 2018 | Worldcon 76 in San Jose         | San Jose        | USA           | Spider Robinson Chelsea Quinn Yarbro Pierre Pettinger Sandy Pettinger Edgar Pangborn |
| 77       | 2019 | Dublin 2019 - An Irish Worldcon | Dublino         | Irlanda       | Diane Duane Ginjer Buchanan Jocelyn Bell Burnell Ian McDonald Steve Jackson Bill and Mary Burns |
| 78       | 2020 | CoNZealand                      | Wellington      | Nuova Zelanda | Mercedes Lackey Larry Dixon Greg Broadmore Rose Mitchell |
| 79       | 2021 | DisCon III                      | Washington D.C. | USA           | Nancy Kress Malka Older Sheree Renée Thomas Ben Yalow |
| 80       | 2022 | Chicon 8                        | Chicago         | USA           | Tananarive Due Steven Barnes Edie Stern e Joe Siclari Erle Korshak Annalee Newitz e Charlie Jane Anders |
| 81       | 2023 | Chengdu Worldcon 81st           | Chengdu         | Cina          | Cixin Liu Robert J. Sawyer |
| 82       | 2024 | Glasgow 2024                    | Glasgow         | UK            | Chris Baker Claire Brialey Mark Plummer Ken MacLeod Nnedi Okorafor Terri Windling |
| 83       | 2025 | Seattle Worldcon 2025           | Seattle         | USA           | Martha Wells Donato Giancola Bridget Landry Alexander James Adams |